# 赛峰飞机发动机公司
賽峰飛機發動機（法語：Safran Aircraft Engines），前稱斯奈克瑪（法語：Snecma），是总部位于法国库尔库罗讷的飞机和火箭发动机制造商，为军用與民用飞机、运载火箭和卫星提供发动机设计、研发、生产和销售，同时也为航空公司、军队等提供发动机支持服务。是赛峰集团的子公司。

## 历史
1945年，斯奈克玛在大型航空发动机公司諾姆和羅納發動機（Gnome et Rhône）国有化的基础上成立。
斯奈克玛「Snecma」是法文中（国家航空发动机设计制造公司）的缩写。

### 1960年代
1961年，斯奈克玛和英国布里斯托尔·西德利公司合资生产用于协和式飞机的动力设备，即奥林匹斯593发动机。发动机主体来自布里斯托尔奥林匹斯，增加了适用于超音速飞行的可变进气口。
1968年，斯奈克玛控制了希斯巴诺-苏莎公司、索卡塔公司和布加迪公司。斯奈克玛看中了布加迪的汽车背景（涡轮增压泵和发动机）。在随后的改组中，所有航空发动机维修业务剥离成立了索卡塔-斯奈克玛公司。

### 1970年代
1970年，梅西耶公司和斯奈克玛达成协议合并起落架业务。次年，斯奈克玛控股的梅西耶-希斯巴诺公司成立。1973年，斯奈克玛完全控制了该公司。
1977年，起落架业务随着梅西耶-希斯巴诺-布加迪公司（之后改名为梅西耶-布加迪公司）成立而得到强化。
1974年，斯奈克玛与通用电气航空成立合资公司CFM国际，运行至今。合作项目FADEC始于1985年。

### 1990年代以后
1990年，斯奈克玛宣布参加通用电气GE90项目。
1994年，随着斯奈克玛起落架业务与英国TI集团的合并，梅西耶-道蒂公司成立。
1997年，斯奈克玛获得欧洲推进器公司。
1998年，斯奈克玛取得梅西耶-道蒂公司完全控制权。
1999年，斯奈克玛服务公司成立以加强其所有维护、检修业务（包括索卡塔-斯奈克玛公司）。
2000年，斯奈克玛成为控股公司，而推进器业务改为斯奈克玛发动机公司。同年，斯奈克玛获得拉比纳尔公司及其特博梅卡附属公司和微型涡轮泵部门。
2001年，尤莱尔-伊斯帕诺公司（后改名埃塞公司）成立以加强其发动机短舱和反推力装置业务。
2005年，斯奈克玛与萨基姆合并成立赛峰集团。斯奈克玛与旗下的附属公司成为新公司的独立部分，负责推进和设备。而斯奈克玛发动机公司改名为斯奈克玛。

## 产品

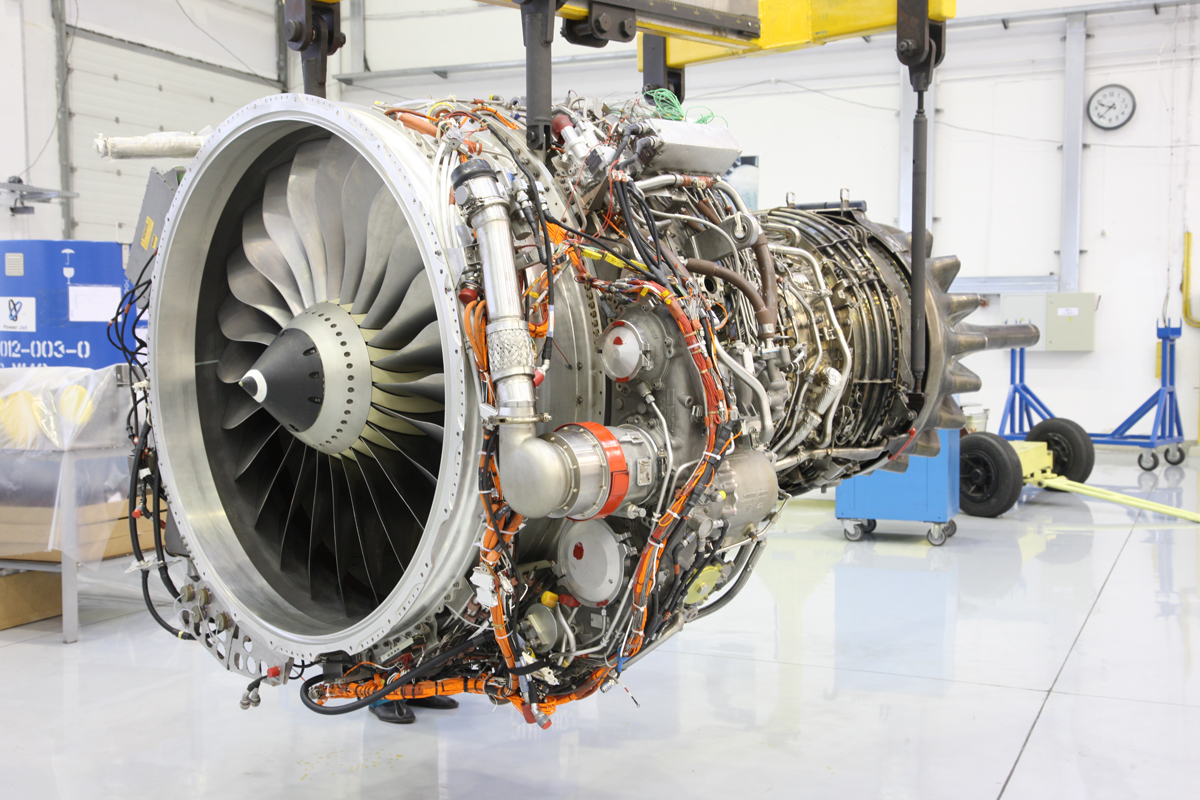
SaM146發動機

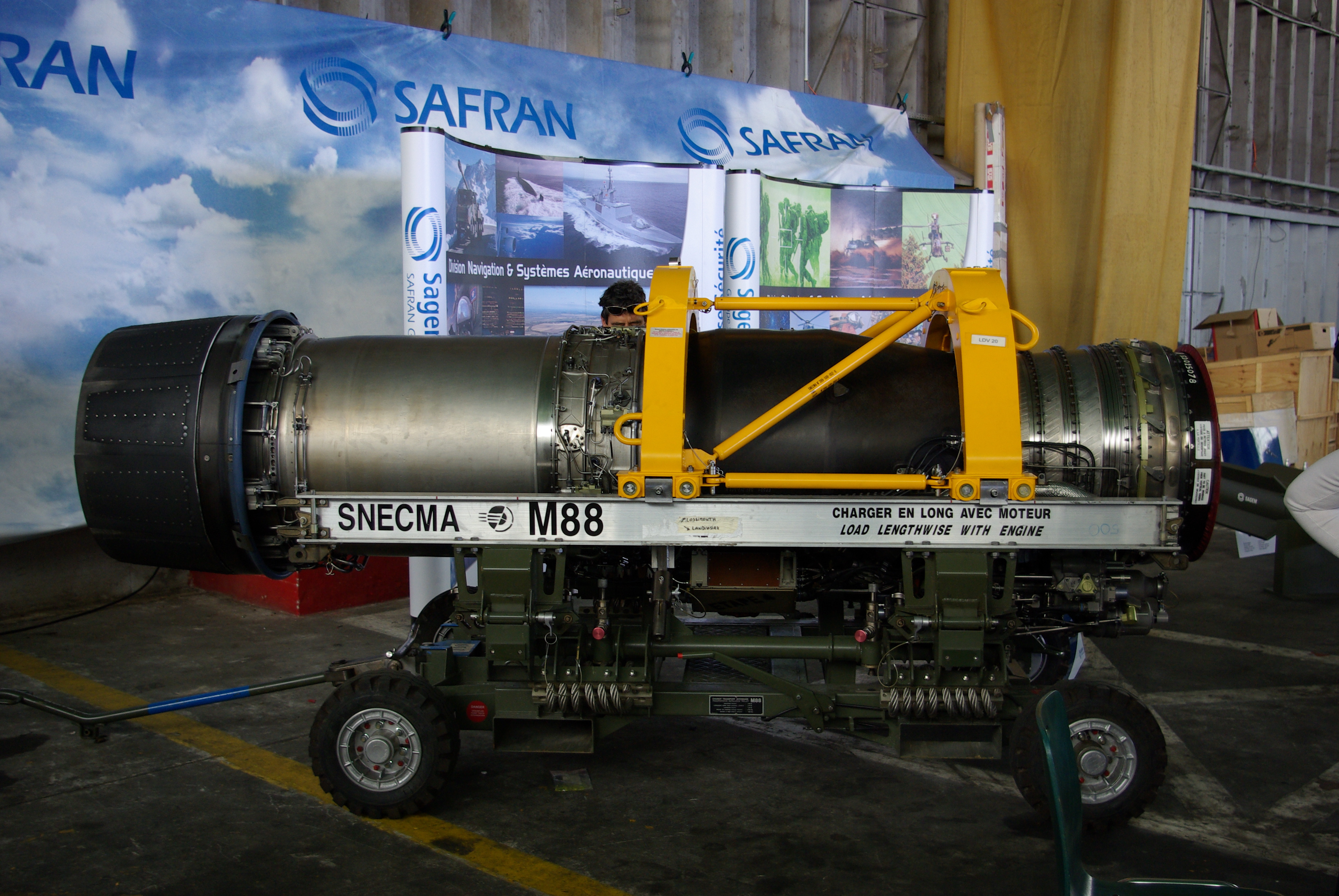
M88发动机

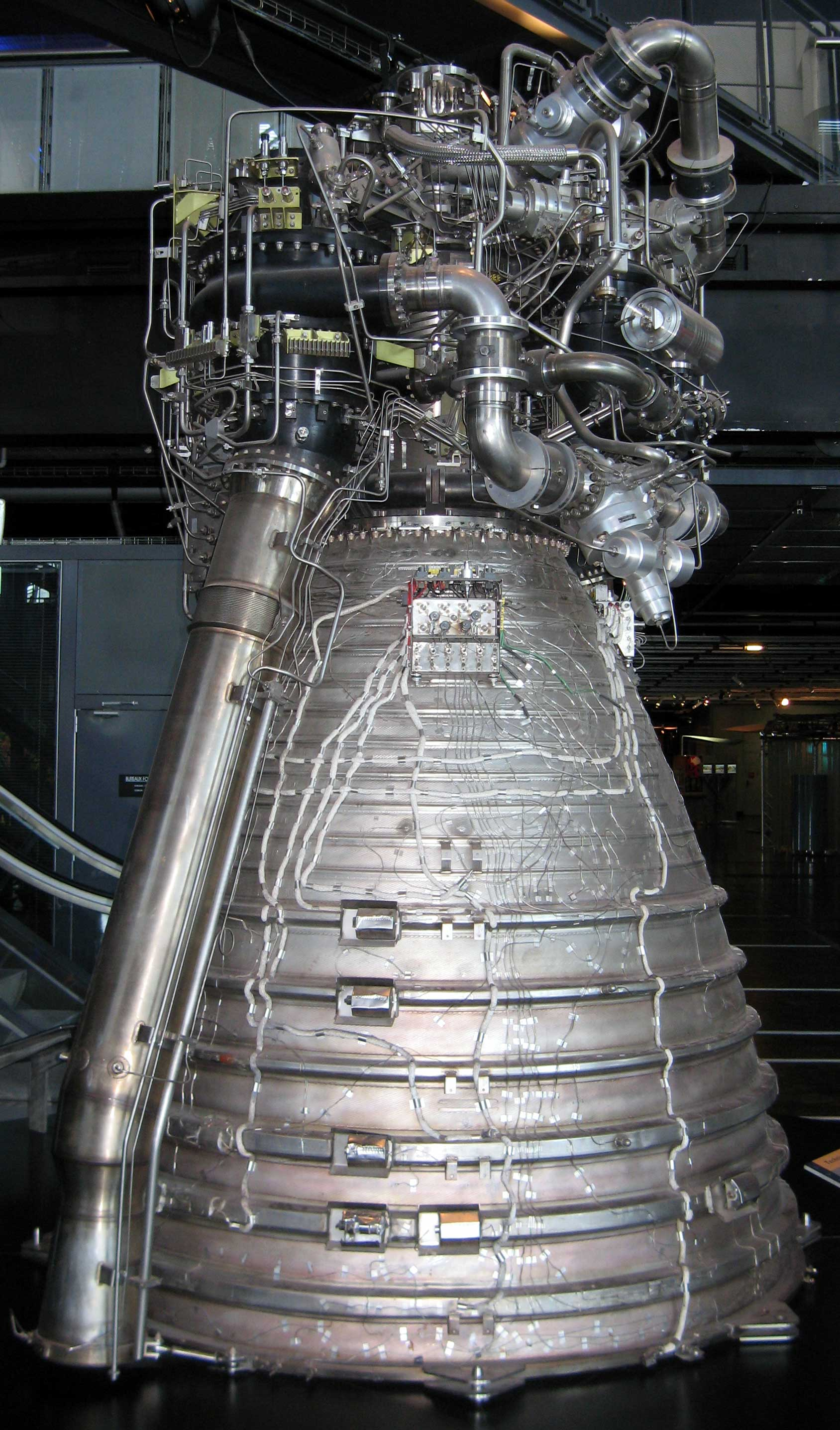
火神發動機

### 航空器
- 斯奈克瑪甲蟲（英语：SNECMA Coléoptère）

### 活塞发动机
- 斯奈克瑪4L（英语：SNECMA 4L）
- 斯奈克瑪14R（英语：SNECMA 14R）

### 渦噴发动机
- 阿塔發動機（英语：SNECMA Atar）
- 拉尔扎克发动机（英语：SNECMA Turbomeca Larzac）
- 斯奈克瑪M45（英语：SNECMA M45）
- 奧林匹斯593發動機

### 渦扇发动机
- 銀冠發動機（英语：Safran Silvercrest）
- 斯奈克玛M53發動機
- 斯奈克瑪M88（英语：SNECMA M88）
- SaM146發動機（英语：PowerJet SaM146）
- 勞斯萊斯/斯奈克瑪M45H（英语：Rolls-Royce/SNECMA M45H）
- CFM LEAP
- CFM56
- 通用电气GE90（23.5%）
- 通用电气CF6（10-20%）
- 發動機聯盟GP7000（英语：Engine Alliance GP7000）（10%）

### 槳扇发动机
- CFM RISE（英语：CFM International RISE）

### 渦槳发动机
- 歐槳TP400（英语：Europrop TP400）

### 航天发动机
- 维京发动机（英语：Viking (rocket engine)）
- HM7B发动机（英语：HM7B）
- PPS-1350发动机（英语：PPS-1350）
- 火神发动机
- 芬奇发动机（英语：Vinci (rocket engine))）